# Meinrad Eugster

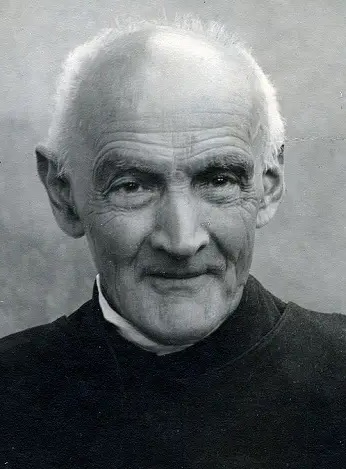
Meinrad Eugster

Meinrad Eugster OSB (* 23. August 1848 als Josef Gebhard Eugster in Gätziberg bei Altstätten; † 14. Juni 1925 in Einsiedeln), auch Bruder Meinrad genannt, war ein Schweizer Laienbruder, für den seit 1939 ein Seligsprechungsprozess betrieben wird.
Als gelernter Schneider entschloss sich Eugster, das jüngste von sieben Kindern, 1873 Benediktiner im Kloster Einsiedeln zu werden. Zunächst nur als Hilfsschneider angestellt, wurde er schließlich 1874 mit dem Ordensnamen Meinrad in das Noviziat aufgenommen. Am 5. September 1875 legte er die zeitliche Profess, 1878 die feierliche Profess ab. Im Kloster übte Eugster sein gelerntes Handwerk weiter aus und avancierte zum Leiter der Klosterschneiderei (1880 bis 1916). Zeitgenossen beschreiben ihn als besonders religiös inspiriert und von schwächlicher Gesundheit geprägt.
Eugster starb infolge eines Magenleidens am 14. Juni 1925. Sein Seligsprechungsprozess wurde 1939 eröffnet. 1941 wurden seine Gebeine am Patroziniumsaltar nahe der Gnadenkapelle des Klosters umgebettet. Papst Johannes XXIII. attestierte am 23. Oktober 1960 den heroischen Tugendgrad des Laienbruders, weshalb Eugster der Ehrentitel ehrwürdiger Diener Gottes zukommt. Seit 1940 zählt sein Grab zu den Schweizer Pilgerzielen. Die Erinnerung an das Lebenszeugnis von Meinrad Eugster wird von der „Einsiedler Gebetsgemeinschaft“ gepflegt. Zum 100. Todesjahr 2025 sind vom Kloster Einsiedeln verschiedene Anlässe geplant, die auf einer eigenen Website gesammelt sind.